# Palais de Gemmis
 (mars 2020).
Le Palazzo de Gemmis est situé à Bari, en position panoramique et domine les murailles de Bari Vecchia. 

## Histoire
Le palais a été construit au XVIIe siècle par la famille noble des Introna de Bari puis est devenu la résidence des barons de Gemmis au milieu du XIXe siècle. Le bâtiment a été rénové au fil des siècles.

## Description
Le bâtiment est un grand édifice de trois étages qui se détache sur le mur de Bari Vecchia et occupe une position privilégiée face à la mer. À l'intérieur, un grand escalier en marbre permet d'accéder au rez-de-chaussée avec les nombreuses salles ornées de fresques. 